# Those Snow White Notes
Those Snow White Notes (яп. ましろのおと масиро но ото, букв. «Чистый белый звук») — манга, созданная Маримо Рагавой. С декабря 2009 года выпускается в журнале Monthly Shonen Magazine издательства Kodansha. Премьера анимационного сериала на её основе от студии Shin-Ei Animation состоялась 3 апреля 2021 года.

## Сюжет
Дедушка Сэцу Савамуры, воспитывавший его и его брата, недавно умер. Он был одним из величайших исполнителей на сямисэне, и его внуки выросли, слушая его игру и учась играть сами. После смерти деда Сэцу забросил школу и переехал в Токио, где проводил дни, попусту убивая время и не зная, чем заняться. Всё меняет вмешательство его мамы Умэко. Она ураганом врывается в его жизнь и быстро устраивает сына в старшую школу.

## Персонажи
- Сэцу Савамура (яп. 澤村雪 Савамура Сэцу)

Сэйю: Нобунага Симадзаки
- Вакана Савамура (яп. 澤村若菜 Савамура Вакана)

Сэйю: Ёсимаса Хосоя
- Сюри Маэда (яп. 前田朱利 Маэда Сюри)

Сэйю: Юмэ Миямото
- Юи Ямадзато (яп. 山里結 Ямадзато Юи)

Сэйю: Рэйна Кондо

## Медиа

### Манга
Манга была написана и проиллюстрирована Маримо Рагавой. Она начала выпускаться в ежемесячном журнале Shōnen Magazine издательства Kodansha c 5 декабря 2009 года. Первый собранный том был опубликован 15 октября 2010 года. По состоянию на 17 марта 2021 года выпущено 27 томов.

### Аниме
6 августа 2020 года было объявлено об экранизации манги в виде аниме-сериала. Производством займётся студия Shin-Ei Animation под руководством режиссёра Хироаки Акаги по сценарию Ёити Като. Дизайн персонажей разработает художник Дзиро Масима. За музыку цугару-дзямисэн в аниме отвечает группа Yoshida Brothers. Две начальные темы «Blizzard» и «Ginsekai» (Серебряный мир) исполняются Burnout Syndromes, тогда как завершающая «Kono Yume ga Sameru Made» — Милией Като и Yoshida Brothers. Премьера сериала состоялась 3 апреля 2021 года на MBS, TBS и BS-TBS.
В Юго-Восточной Азии аниме лицензировано Mighty Media. За её пределами — Crunchyroll.

## Критика
Манга была номинирован на 4-ю премию Manga Taisho и заняла третье место в ежегодном гайде Kono Manga ga Sugoi 2012 года. Также произведение получило 36-ю премию «Премия манги Коданся» как лучшая сёнэн-манга и премию «Превосходство» на 16-м Japan Media Arts Festival. По состоянию на 20 октября 2013 года было продано 70 223 копий 9 тома манги.
Премьера аниме была сочтена немного скомканой, но все равно названа критиками одной из лучших в сезоне, особенно захватывающей является звучащая в сериале музыка.

## Примечание
1. ↑  Marimo Ragawa's Mashiro no Oto Manga Listed with TV Anime in April 2021 (англ.). Anime News Network (3 августа 2020). Дата обращения: 3 августа 2020. Архивировано 26 сентября 2020 года.
2. ↑  Baby & Me's Ragawa to Launch Mashiro no Oto Manga (англ.). Anime News Network (6 ноября 2009). Дата обращения: 30 октября 2013. Архивировано 25 января 2021 года.
3. ↑  ましろのおと（１） (яп.). Kodansha. Дата обращения: 5 августа 2020. Архивировано 6 октября 2020 года.
4. ↑  ja:ましろのおと（２７） (яп.). Kodansha. Дата обращения: 12 марта 2021. Архивировано 18 марта 2021 года.
5. 1 2  Mashiro no Oto TV Anime's Teaser Video Unveils Main Cast Member, Staff (англ.). Anime News Network (4 августа 2020). Дата обращения: 4 августа 2020. Архивировано 21 декабря 2020 года.
6. 1 2  Those Snow White Notes Anime Reveals More Cast, Song Artists, April 2 Premiere. Anime News Network (4 февраля 2021). Дата обращения: 4 февраля 2021. Архивировано 4 февраля 2021 года.
7. ↑  曼迪4月代理新番登場 (кит.). Facebook (26 марта 2021). Дата обращения: 26 марта 2021. Архивировано 10 апреля 2021 года.
8. ↑  Crunchyroll to Stream The Slime Diaries, 'Don't Toy with Me, Miss Nagatoro,' Those Snow White Notes, Fairy Ranmaru, More Anime. Anime News Network (24 марта 2021). Дата обращения: 24 марта 2021. Архивировано 26 марта 2021 года.
9. ↑  13 Titles Nominated for 4th Manga Taisho Awards. Anime News Network (16 января 2011). Дата обращения: 30 октября 2013. Архивировано 18 января 2011 года.
10. ↑  Top Manga Ranked by Kono Manga ga Sugoi 2012 Voters. Anime News Network (8 декабря 2011). Дата обращения: 9 сентября 2013. Архивировано 4 января 2014 года.
11. ↑  36th Annual Kodansha Manga Awards Announced. Anime News Network (10 мая 2012). Дата обращения: 30 октября 2013. Архивировано 6 ноября 2013 года.
12. ↑  Otomo's 'Combustible' Anime Short Wins Media Arts Award. Anime News Network (3 декабря 2012). Дата обращения: 30 октября 2013. Архивировано 9 ноября 2013 года.
13. ↑  Japanese Comic Ranking, October 14–20. Anime News Network (23 октября 2013). Дата обращения: 30 октября 2013. Архивировано 27 октября 2013 года.
14. ↑  Stephanie Donaldson, Jacki Jing, & Cartoon Cipher. The List - Our Top 5 Anime Premieres For Spring 2021 (англ.). Anime News Network (1 мая 2021). Дата обращения: 21 мая 2021. Архивировано 21 мая 2021 года.